# إحسان حدادي
إحسان حدادي (بالفارسية: احسان حدادی) هو رامي قرص إيراني ولد في يوم 20 يناير 1985 في مدينة طهران عاصمة إيران، حقق هذا الرامي عدة إنجازات، منها فوزه بالميدالية الفضية في دورة الألعاب الأولمبية الصيفية 2012 في لندن بعد أن نافس البطل الألماني روبرت هارتنغ بعد تسجيله 68,18 بفارق سنتيمتر واحد عنه، بقوة كما فاز بالميدالية البرونزية في بطولة العالم لألعاب القوى 2011 في دايغو في كوريا الجنوبية، وفاز بالميدالية الذهبية في دورة الألعاب الآسيوية 2006 في الدوحة عاصمة قطر ودورة الألعاب الآسيوية 2010 في غوانغجو في الصين ودورة الألعاب الآسيوية 2014 في إنشيون في كوريا الجنوبية.

## روابط خارجية
- إحسان حدادي على موقع الاتحاد الدولي لألعاب القوى (الإنجليزية)
- إحسان حدادي على موقع الدوري الماسي (الإنجليزية)
- إحسان حدادي على موقع اللجنة الأولمبية الدولية (الإنجليزية)
- إحسان حدادي على موقع أوليمبيديا (الإنجليزية)